# Восемь провинций Кореи
В течение большей части времени правления династии Чосон Корея была разделена на восемь провинций («до» или «то»; 도; 道). Границы восьми провинций оставались неизменными в течение почти пяти веков, с 1413 года по 1895, и сформировали парадигму, которая до сих пор отображает административное деление, границы диалектов и региональные различия на Корейском полуострове. Названия провинций в той или иной форме просуществовали до сегодняшнего дня.

## Список провинций
В таблице представлен список восьми провинций Кореи на хангыле, ханчче и кириллице.
| Провинция  | хангыль | ханча  | Происхождение названия | Столица       | Регион                      | Диалект      | Современная территория                            |
| ---------- | ------- | ------ | ---------------------- | ------------- | --------------------------- | ------------ | ------------------------------------------------- |
| Чхунчхондо | 충청도  | 忠淸道 | Чхунджу + Чхонджу      | Конджу        | Хосо (1)                    | чхунчхонский | Чхунчхон-Пукто, Чхунчхон-Намдо                    |
| Канвондо   | 강원도  | 江原道 | Каннын + Вонджу        | Вонджу        | Квандон (Йонсо, Йондон (2)) | канвонский   | Канвондо (Южная Корея), Канвондо (Северная Корея) |
| Кёнгидо    | 경기도  | 京畿道 | от кён («столица»)     | Хансон (Сеул) | Киджон                      | сеульский    | Кёнгидо                                           |
| Кёнсандо   | 경상도  | 慶尙道 | Кёнджу + Санджу        | Тэгу          | Йоннам                      | кёнсанский   | Кёнсан-Пукто, Кёнсан-Намдо                        |
| Хамгёндо   | 함경도  | 咸鏡道 | Хамхын + Кёнсон        | Хамхын        | Кванбук, Кваннам            | хамгёнский   | Хамгён-Пукто, Хамгён-Намдо                        |
| Хванхэдо   | 황해도  | 黃海道 | Хванджу + Хэджу        | Хэджу         | Хэсо                        | хванхэ       | Хванхэ-Пукто, Хванхэ-Намдо                        |
| Чолладо    | 전라도  | 全羅道 | Чонджу + Наджу         | Чонджу        | Хонам                       | чолла        | Чолла-Пукто, Чолла-Намдо                          |
| Пхёнандо   | 평안도  | 平安道 | Пхеньян + Анджу        | Пхеньян       | Квансон                     | пхеньянский  | Пхёнан-Пукто, Пхёнан-Намдо                        |